# Дезинфекција
Дезинфекција је поступке усмерен на уништење највећег броја нежељених микроорганизама. У ту сврху користе се разна физичка и хемијска средства, чијим дејством се уништава или инхибира и остала популација организама. Примењује се искључиво ван живог организма, у спољној средини (земљишту, води, ваздуху, на предметима и у просторијама установа здравствене заштите, фабрика прехрамбених производа и др).

## Мере дезинфекције
Дезинфекцију треба спроводити непрекидно кроз:
- Свакодневно прање руку и одржавање личне хигијене.
- Хируршко прање руку.[4]
- Дезинфекцију воде за пиће.
- Пастеризацију млека и других прехрамбених производа.
- Дезинфекција и стерилизација медицинских инструмената и материјала.[4]
- Дезинфекција у здравственим установама,[5] дечјим колективима, јавним објектима.
- Дезинфекција у средствима јавног превоза.
- Дезинфекција средстава и опрема за уклањање комуналног отпада.
- Дезинфекција отпадних вода
- Дезинфекција медицинског отпада.

## Када се спроводи?
Мере дезинфекције се свакодневно спроводе у периоду пре појаве болести, а интензивирају након појаве болести(епидемије) и спроводе се истим мерама и техничким поступцима као при извођењу дезинфекције у противепидемијске сврхе.

## Методе дезинфекције
Методе дезинфекције према начину извођења могу бити: хемијске, физичке и хемијске

### Механичке методе дезинфекције
У ове методе спада седиментација, вентилација, филтрирање

### Физичке методе дезинфекције
У ове методе спада дејство температура, исушивање, зрачење

### Хемијске методе дезинфекције
Дезинфектанти су антимикробни агенси који се примењују на неживе објекте ради уништавања микроорганизама који живе на тим објектима. Дезинфекцијом се не убијају сви микроорганизми, а посебно не отпорне бактеријске споре. Она је мање ефективна од стерилизације, која је један екстремних физичких и/или хемијских процеса, којим се убијају сви животни облици. Дезинфектанти се разликују од других антимикробних агенаса као што су антибиотици, који уништавају микроорганизме у телу, и антисептика, који уништавају микроорганизме на живим ткивима. Дезинфектанти се исто тако разликују од биоцида — који су намењени уништавању свих облика живота, не само микроорганизама. Дезинфектанти делују тако што уништавају ћелијске зидове микроба или путем ометања метаболизма.
Средства за дезинфекцију су супстанце које симултано чисте и дезинфикују. Дезинфектанти се фреквентно користе у болницама, зубарским ординацијама, кухињама, и купатилима за уништавање инфективних организама.
Бактеријске ендоспоре су најотпорније на дезинфекциона средства, мада неки вируси и бактерије исто тако поседују толеранцију.
У системима за обраду отпадних вода, дезинфекциони корак применом хлора, ултраљубичасте (УВ) радијације или озонације може да буде примењен као терцијарни третман за уклањање патогена из отпадних вода, на пример ако се вода поновно користи за иригацију голф терена. Санитација је алтернативни термин који се користи у сектору за дезинфекцију отпадних вода, канализационог муља или фекалног муља.
Хемијске методе дезинфекције ове методе спада примена хемијских средстава - дезинфицијената. Као дезинфицијенти најчешће се користе они са:
- широким спектром деловања на бактерије и вирусе,
- брзим почетним деловањем
- јачим дејством у присуству органске материје
- стабилни на сваком пХ
- неотровношћу за људе и животиње
- слабим корозивним особинама,
- пријатним мирис и они који не остављају мрље

| Средство за дезинфекцију                   | Бактерије                      | Споре            | Гљиве         | Вируси      | Апликација                                                |
| ------------------------------------------ | ------------------------------ | ---------------- | ------------- | ----------- | --------------------------------------------------------- |
| Оксидациона средства (водоник-пероксид)    | Бактерицидно                   | Спороцидно       | Фунгицидно    | Вируцидно   | Кожа, слузокожа, површине, алати, инструменти             |
| Халогени (Хлор, Јод)                       | Бактерицидно                   | Слабо спороцидно | Фунгицидно    | Вируцидно   | Хлор: површине, вода Јод: Кожа, слузокожа                 |
| Алкохоли (етил алкохол, изопропил алкохол) | Бактерицидно                   | Без ефекта       | Фунгицидно    | Вируцидно   | Кожа, слузокожа, површине, инструменти                    |
| Алдехиди (глутаралдехид, формалдехид)      | Бактерицидно                   | Слабо спороцидно | Фунгицидно    | Вируцидно   | Поврђине, инструменти                                     |
| Феноли                                     | Бактерицидно / бактериостатско | Без ефекта       | Фунгицидно    | Вируцидно   | Кожа, слузокожа, површине, алати, инструменти             |
| Етилен оксид                               | Бактерицидно                   | Спороцидно       | Фунгицидно    | Вируцидно   | Површине, инструменти, алат, термо стабилни лекови, храна |
| Детерџенти                                 | Бактерицидно                   | Без ефекта       | Фунгиостатско | Без ефекта  | Кожа, слузокожа                                           |
| Бигуанид (хлорхексидин)                    | Бактериостатско                | Без ефекта       | Фунгиостатско | Виростатско | Кожа, слузокожа                                           |